# 4. kordunaška brigada (NOVJ)
Za druge 4. brigade glejte 4. brigada.
4. kordunaška brigada je bila brigada v sestavi Narodnoosvobodilne vojske in partizanskih odredov Jugoslavije in ki je delovala med drugo svetovno vojno na področju Kraljevine Jugoslavije.

## Zgodovina
Brigada je bila ustanovljena 20. avgusta 1942, pri čemer je imela 3 bataljone in okoli 800 borcev.

## Organizacija
- štab
- 3x bataljon